# 大洋镇 (缙云县)
大洋镇，是中华人民共和国浙江省丽水市缙云县下辖的一个乡镇级行政单位。

## 行政区划
大洋镇下辖以下地区：
后村、漕头村、石亭村、外前村、新西寮村、仙谷村、和合村、前村、环湖村、寮坑村、南溪村、木栗村和西峰村。